# 志賀町 (名古屋市)
志賀町（しがちょう）は、愛知県名古屋市北区にある地名。現行行政地名は志賀町1丁目から志賀町5丁目までと黒川に字勘定寺前・蒲生原・町東・五反田がある。東志賀村及び金城村大字東志賀を前身とするが、名古屋市合併時に方角を示す部分が削られた。住居表示未実施。

## 地理
名古屋市北区南部に位置する。東は稚児宮通・辻本通、西は黒川本通、南は志賀南通、北は長喜町・大野町・鳩岡町・萩野通。南から順に1丁目から5丁目がある。住宅地で、町域北部にアーバンラフレ志賀（旧志賀団地）、北部に名古屋市営東志賀荘という集合住宅が所在する。また、黒川本通・志賀南通・稚児宮通を挟んで、志賀町の飛地があるが、すべて黒川（堀川）・道路敷地となっており、住宅・施設等はない。

## 歴史

### 町名の由来
東志賀村・大字東志賀に由来する。志賀の名は、水辺の波の「皺（しわ）」に由来すると言う説と、「湿（しる）き陸」で、あり「か」（場所）の略で湿地帯を指す地名であるという説が示されている。

### 沿革
- 南北朝時代 - 尾張国山田郡の地名として「志賀」が散見される[2]。
- 戦国時代末期 - 志賀が東西に分離した[2]。
- 江戸時代 - 尾張国春日井郡の尾張藩領大代官所支配の村として所在[3]。
- 1880年（明治13年） - 西春日井郡東志賀村となる[3]。
- 1889年（明治22年） - 合併により金城村の大字となる[3]。
- 1921年（大正10年）8月22日 - 合併に伴い、金城村大字東志賀を名古屋市西区志賀町と改称した[4]。
- 1930年（昭和5年）3月15日 - 西区志賀町の一部が以下の通り大蔵町・神明町・志賀本通・猿投町に編入された[4]。
  - 志賀町字下三反田・寺西の各一部が大蔵町に編入。
  - 志賀町字下三反田・上三反田の各一部が神明町に編入。
  - 志賀町字下三反田・東猿投・寺西・上三反田の各一部が志賀本通1-2丁目に編入。
  - 志賀町字東猿投・下垣戸の各一部が猿投町に編入。
- 1937年（昭和12年） - 志賀町字蒲生原・勘定寺前の一部が東区志賀町となる[2]。
- 1944年（昭和19年）2月11日 - 北区成立により、東区・西区の志賀町を併せて北区志賀町とした[2]。
- 1951年（昭和26年）8月15日 - 志賀町の一部が以下の通りに変更された[4]。
  - 志賀町字勘定寺前・畑間・南町・町東の各一部より1丁目を編成。
  - 志賀町字勘定寺前の一部が黒川本通1丁目に編入。
  - 志賀町字南町・勘定寺前の各一部が志賀南通2丁目に編入。
  - 志賀町字南町・町東・五反田の各一部が稚児宮通1・2丁目に編入。
- 1952年（昭和27年）12月20日 - 志賀町字勘定寺前の一部が田幡町に編入[5]。
- 1953年（昭和28年）12月15日 - 志賀町の一部が以下の通りに変更された[5]。
  - 志賀町の一部（字勘定寺前・八幡東・畑間・町東・五反田・土島・下五反田の各一部）により1丁目から5丁目を編成。
  - 志賀町の一部（字勘定寺前・八幡東・畑間・土島の各一部）が黒川本通1-5丁目に編入。
  - 志賀町の一部（字町東・五反田の各一部）が稚児宮通1-2丁目に編入。
- 1980年（昭和55年） - 一部が清水1-5丁目に編入[2]。

### 字一覧
東志賀村当時の字。（『北区誌』1994年版551頁による）
- 勘定寺前（かんじょうしまえ）
- 八幡東（はちまんひがし）
- 畑間（はたま）
- 町東（まちひがし）
- 南町（いなみまち）
- 蒲生原（まこもはら）
- 上三反田（かみさんだんた）
- 下三反田（しもさんだんた）
- 東猿投（ひがしさなげ）
- 五反田（ごたんだ）
- 下五反田（しもごたんだ）
- 土島（どうしま）

## 世帯数と人口
2019年（平成31年）1月1日現在の世帯数と人口は以下の通りである。
| 町丁   | 世帯数    | 人口    |
| ------ | --------- | ------- |
| 志賀町 | 2,314世帯 | 4,698人 |

### 人口の変遷
国勢調査による人口および世帯数の推移。
| 1995年（平成7年）  | 1896世帯 4781人 |  |
| 2000年（平成12年） | 2014世帯 4859人 |  |
| 2005年（平成17年） | 2171世帯 5044人 |  |
| 2010年（平成22年） | 2172世帯 4765人 |  |
| 2015年（平成27年） | 2128世帯 4522人 |  |

## 学区
市立小・中学校に通う場合、学校等は以下の通りとなる。また、公立高等学校に通う場合の学区は以下の通りとなる。
| 番・番地等 | 小学校                 | 中学校               | 高等学校 |
| ---------- | ---------------------- | -------------------- | -------- |
| 全域       | 名古屋市立東志賀小学校 | 名古屋市立北陵中学校 | 尾張学区 |

## 施設・史蹟・旧蹟

### 1丁目
- 児子八幡社

創建時期は不明。祭神は天之御中主神で、社名が示すように子供の守護神として知られる。元々霊源寺（元志賀町）の門前に「児御前の社」として鎮座していたが、中世に現地に遷座し、児子社へと改めたという。安永年間より尾張藩主の信仰により、参詣人も多くあり賑わったが、1945年（昭和20年）5月空襲により拝殿以外を失った。綿神社の別社。稚児宮通の由来となった。
- 曹洞宗大聖山安栄寺

萬松寺の末寺で、釈迦如来を本尊とする。1614年（慶長19年）2月、海巌による創建。
- 志賀の源吉の碑（安栄寺境内）

享保年間、当地にあった源吉なる石好きの百姓を記念した碑である。彼は方々から珍石奇石を蒐集しており、その噂は遠く関西まで伝わるほどであったという。彼が生前集めた数々の石は、孫が放蕩の末、酒代にかえて散逸させてしまったため残っていないという。
- 一石六地蔵（安栄寺境内）

名古屋市指定文化財。元々は平手町地内の揚り戸古墓地に安置されていたもの。高さ43センチメートル×幅29センチメートルの硬質砂岩の一石に上下二段三体ずつの地蔵坐像が浮き彫りされている。墓地祭礼場に置かれる六地蔵としては古い年代のものであるという。
- 児子八幡社
- 安栄寺

### 2丁目
- 名古屋市立北陵中学校
  - 北陵地域スポーツセンター

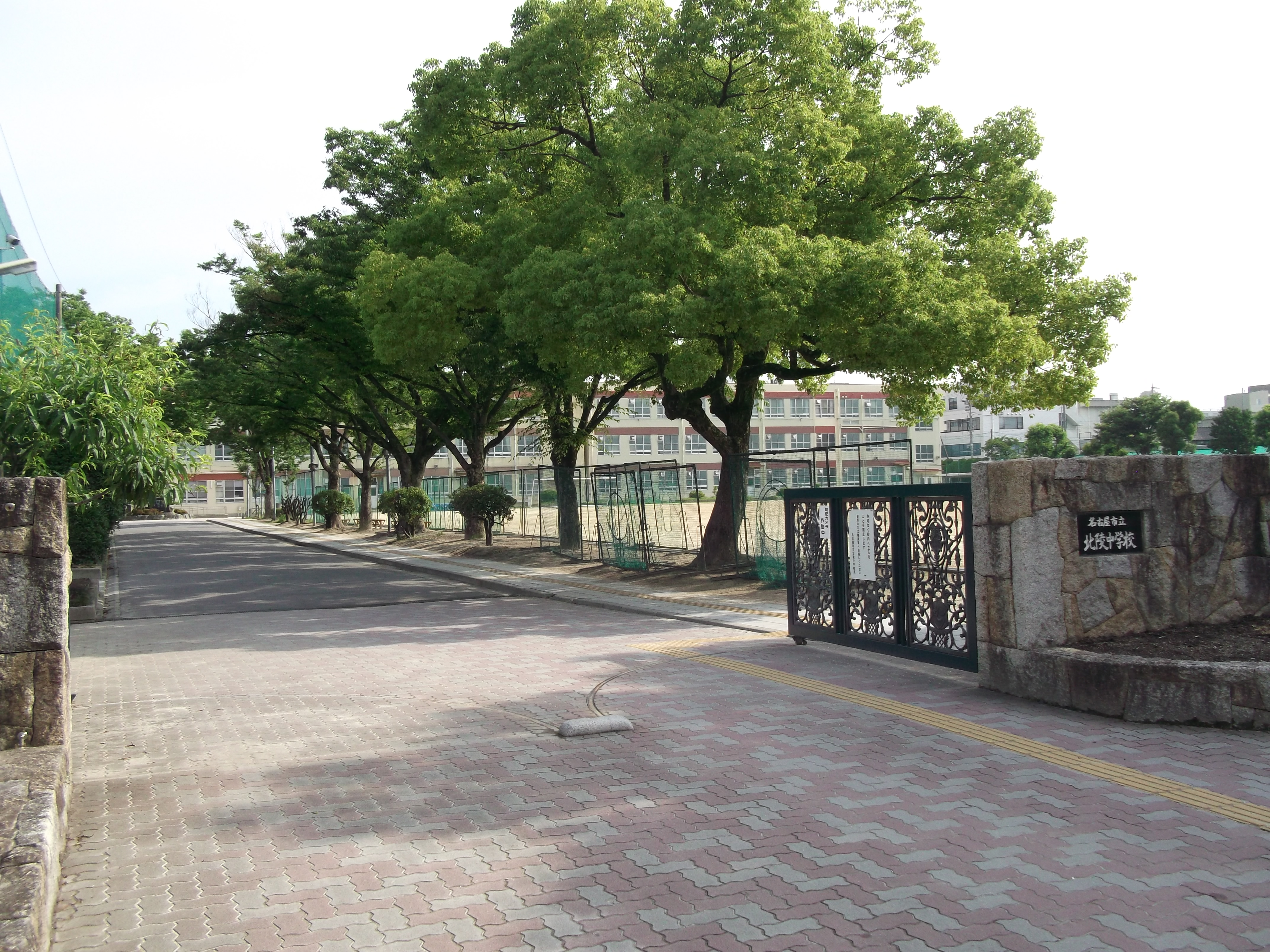
市立北陵中学校

### 4丁目
- URアーバンラフレ志賀
- 名古屋市立東志賀小学校
- 名古屋市北図書館・北文化小劇場
- 東志賀公園

1956年（昭和31年）10月15日供用開始。

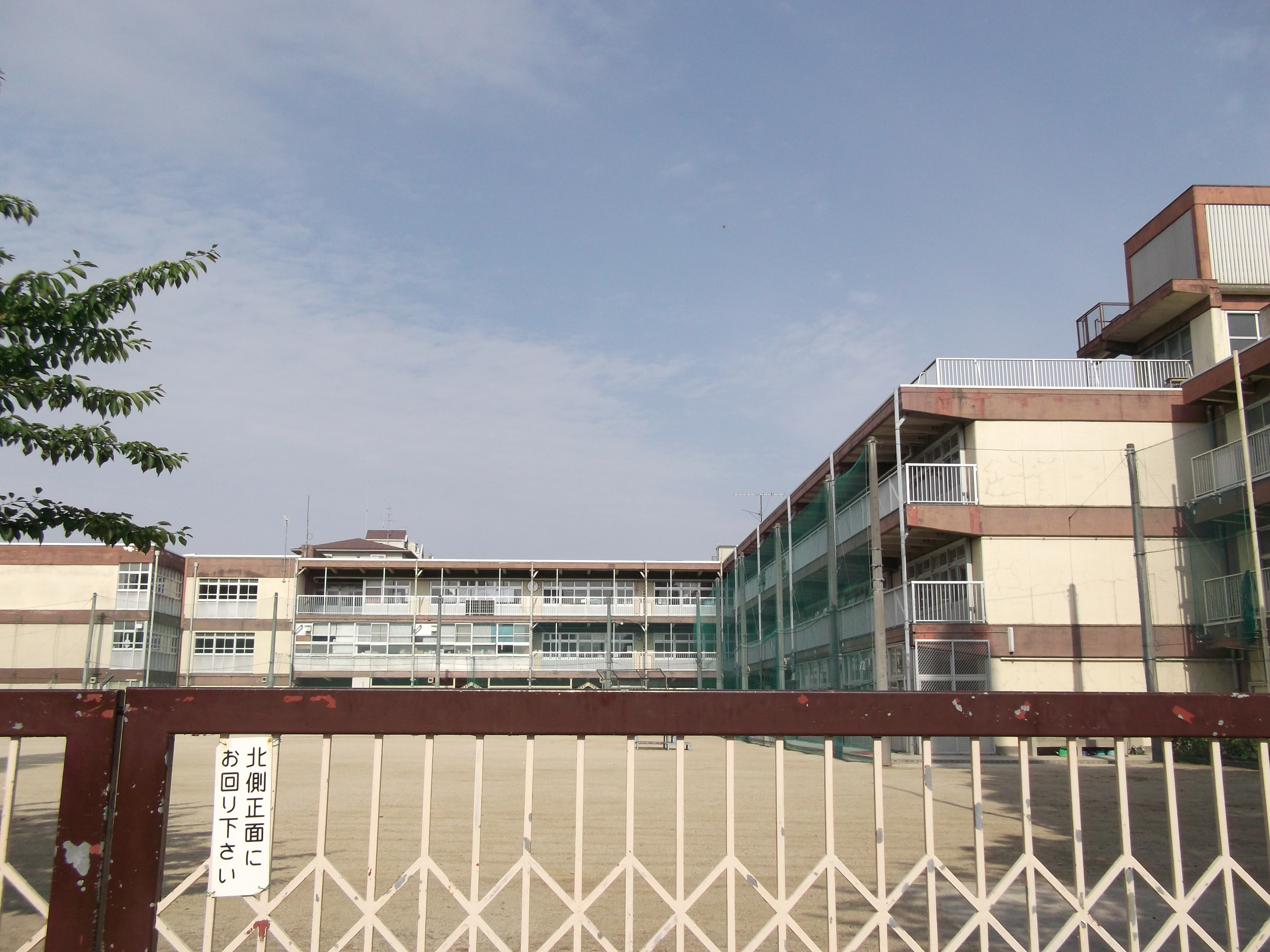
市立東志賀小学校
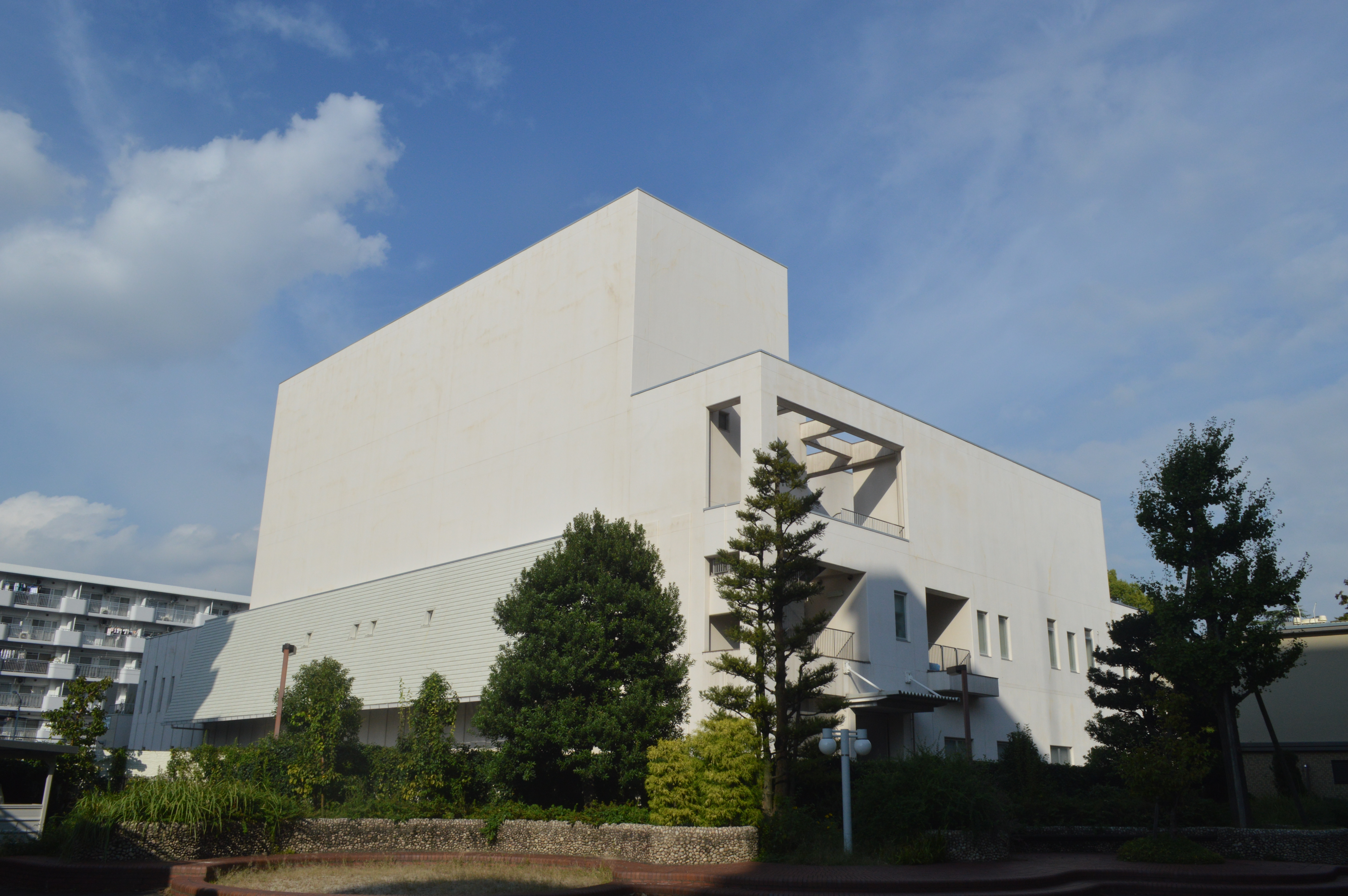
名古屋市北図書館・北文化小劇場
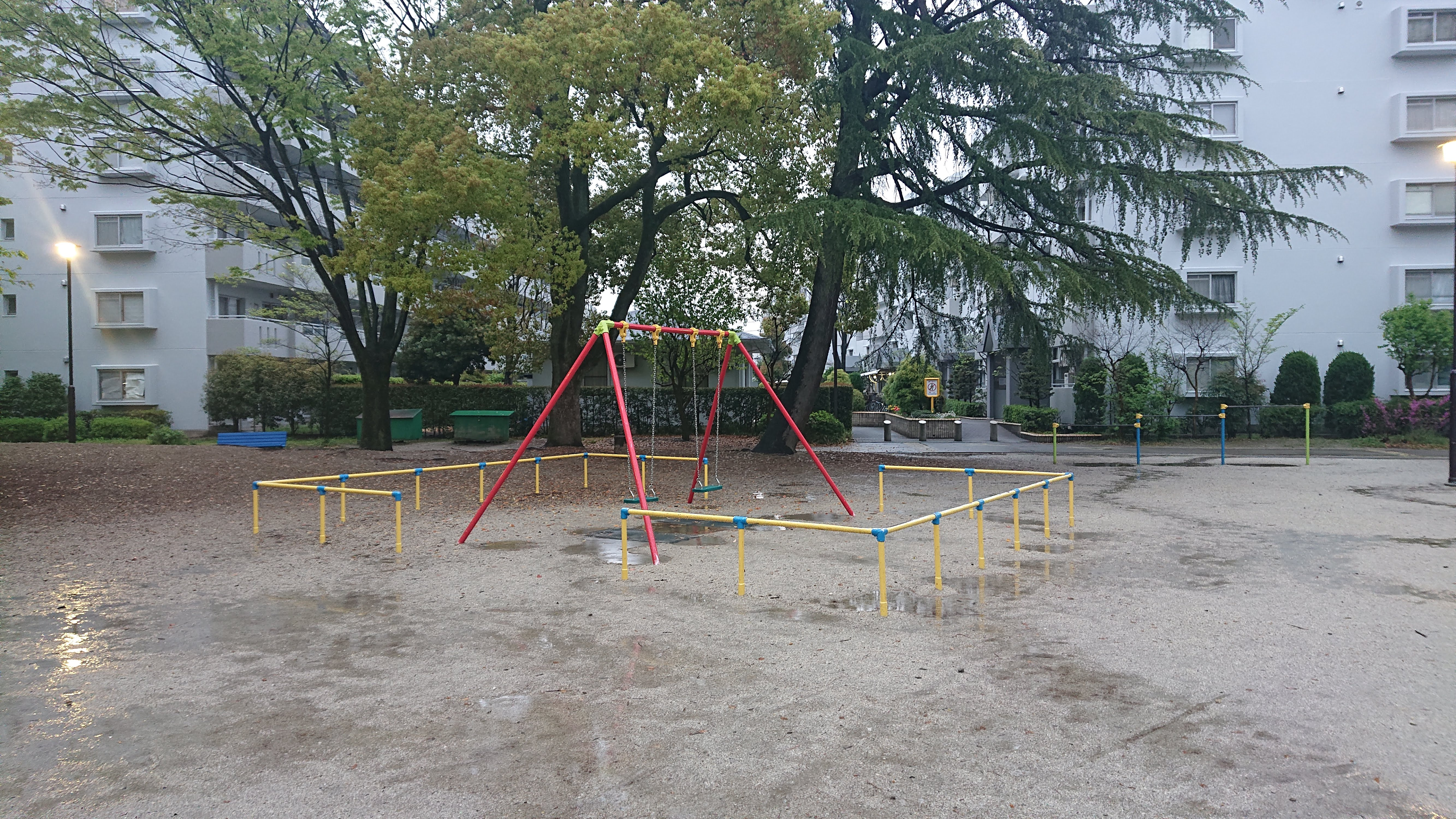
東志賀公園

### 5丁目
- 名古屋市営東志賀荘
- 名古屋市立東志賀保育園
- 辻公園

1959年（昭和34年）4月1日供用開始。

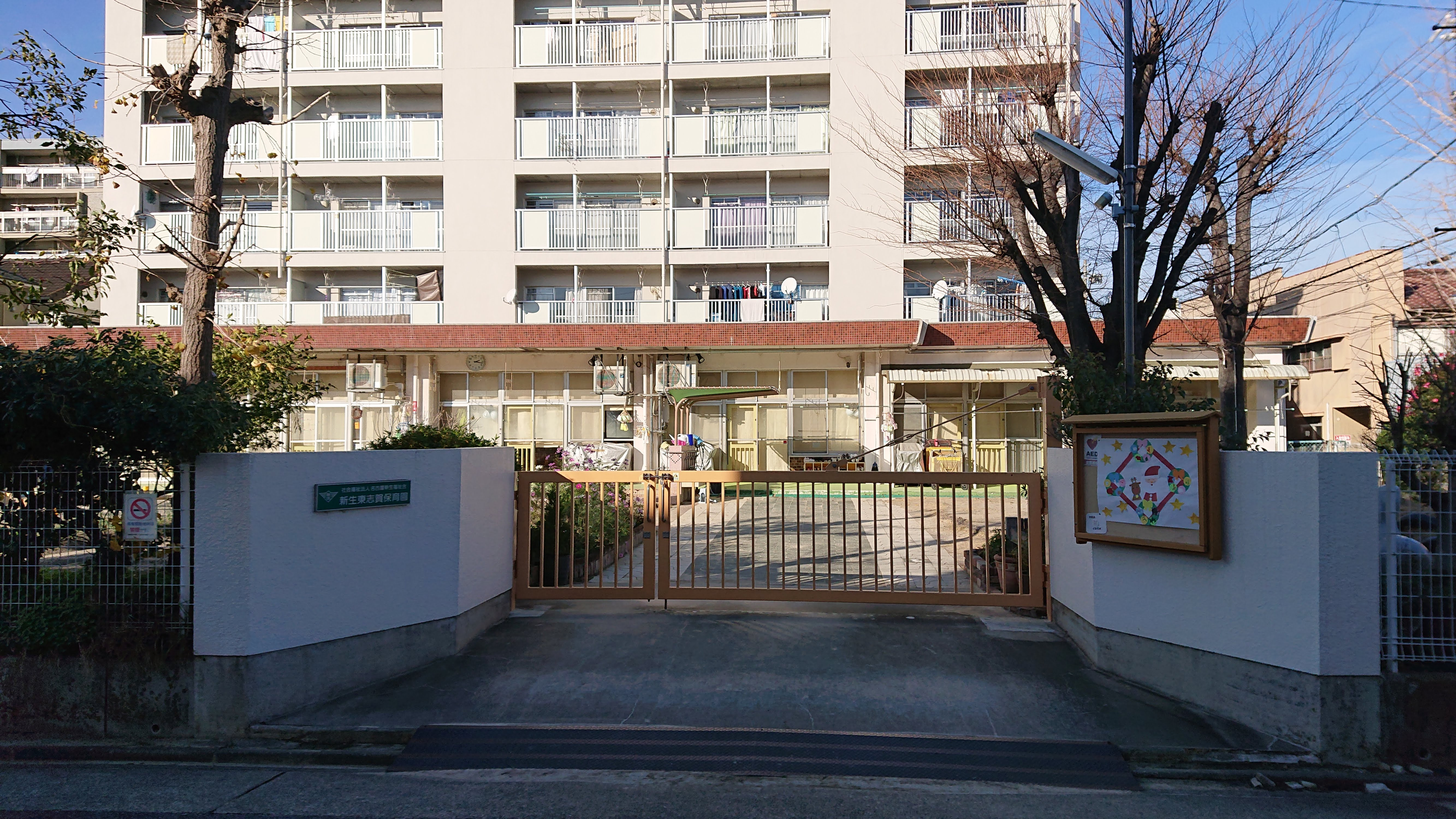
東志賀保育園

## 交通
- 名古屋市営バス北巡回系統北図書館停留所1番・2番のりば[WEB 14]

## その他

### 日本郵便
- 郵便番号 : 462-0037[WEB 3]（集配局：名古屋北郵便局[WEB 15]）。

### WEB
1. ↑  “愛知県名古屋市北区の町丁・字一覧”.   人口統計ラボ. 2017年10月7日閲覧。
2. 1 2  “町・丁目(大字)別、年齢(10歳階級)別公簿人口(全市・区別)”.   名古屋市 (2019年1月23日). 2019年1月23日閲覧。
3. 1 2  “郵便番号”.  日本郵便. 2019年1月6日閲覧。
4. ↑  “市外局番の一覧”.   総務省. 2019年1月6日閲覧。
5. ↑  名古屋市役所市民経済局地域振興部住民課町名表示係 (2015年10月21日). “北区の町名一覧”.   名古屋市. 2017年10月7日閲覧。
6. ↑  総務省統計局 (2014年3月28日). “平成7年国勢調査の調査結果(e-Stat) - 男女別人口及び世帯数 －町丁・字等” (CSV). 2021年7月20日閲覧。
7. ↑  総務省統計局 (2014年5月30日). “平成12年国勢調査の調査結果(e-Stat) - 男女別人口及び世帯数 －町丁・字等” (CSV). 2021年7月20日閲覧。
8. ↑  総務省統計局 (2014年6月27日). “平成17年国勢調査の調査結果(e-Stat) - 男女別人口及び世帯数 －町丁・字等” (CSV). 2021年7月21日閲覧。
9. ↑  総務省統計局 (2012年1月20日). “平成22年国勢調査の調査結果(e-Stat) - 男女別人口及び世帯数 －町丁・字等” (CSV). 2021年7月21日閲覧。
10. ↑  総務省統計局 (2017年1月27日). “平成27年国勢調査の調査結果(e-Stat) - 男女別人口及び世帯数 －町丁・字等” (CSV). 2021年7月21日閲覧。
11. ↑  “市立小・中学校の通学区域一覧”.   名古屋市 (2018年11月10日). 2019年1月14日閲覧。
12. ↑  “平成29年度以降の愛知県公立高等学校（全日制課程）入学者選抜における通学区域並びに群及びグループ分け案について”.   愛知県教育委員会 (2015年2月16日). 2019年1月14日閲覧。
13. 1 2  “都市公園の名称、位置及び区域並びに供用開始の期日” (2019年5月1日). 2019年11月3日閲覧。
14. ↑  “北図書館 バスのりば”.   名古屋市交通局. 2023年1月9日閲覧。
15. ↑  郵便番号簿 平成29年度版 - 日本郵便. 2019年01月06日閲覧 (PDF)

### 文献
1. ↑  名古屋市北区役所市民室 1979, p. 13.
2. 1 2 3 4 5  「角川日本地名大辞典」編纂委員会 1989, p. 627.
3. 1 2 3  「角川日本地名大辞典」編纂委員会 1989, p. 1112.
4. 1 2 3  名古屋市北区役所市民室 1979, p. 57.
5. 1 2  名古屋市北区役所市民室 1979, p. 58.
6. ↑  北区制50周年記念事業実行委員会 1994, p. 551.

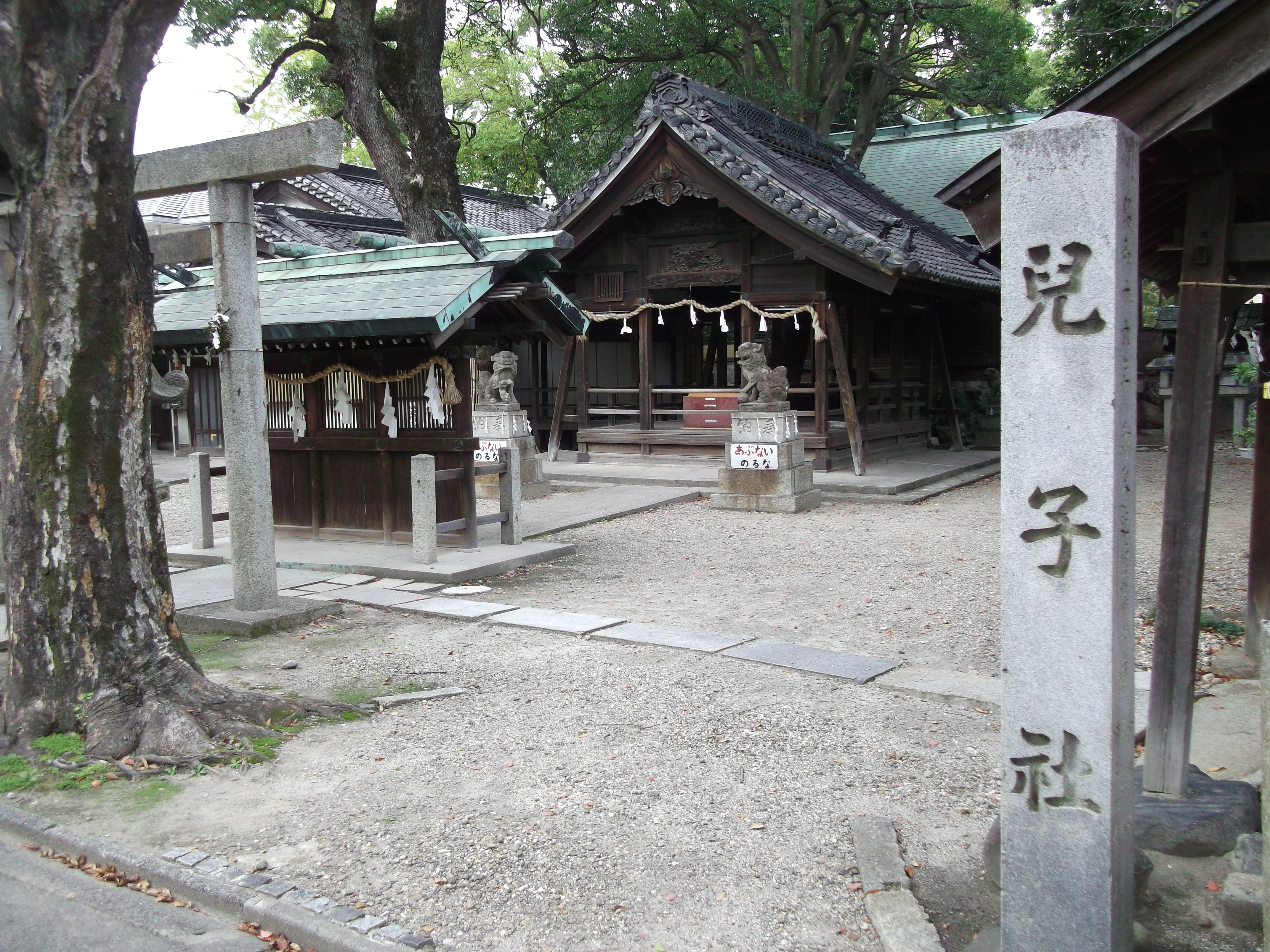
児子八幡社
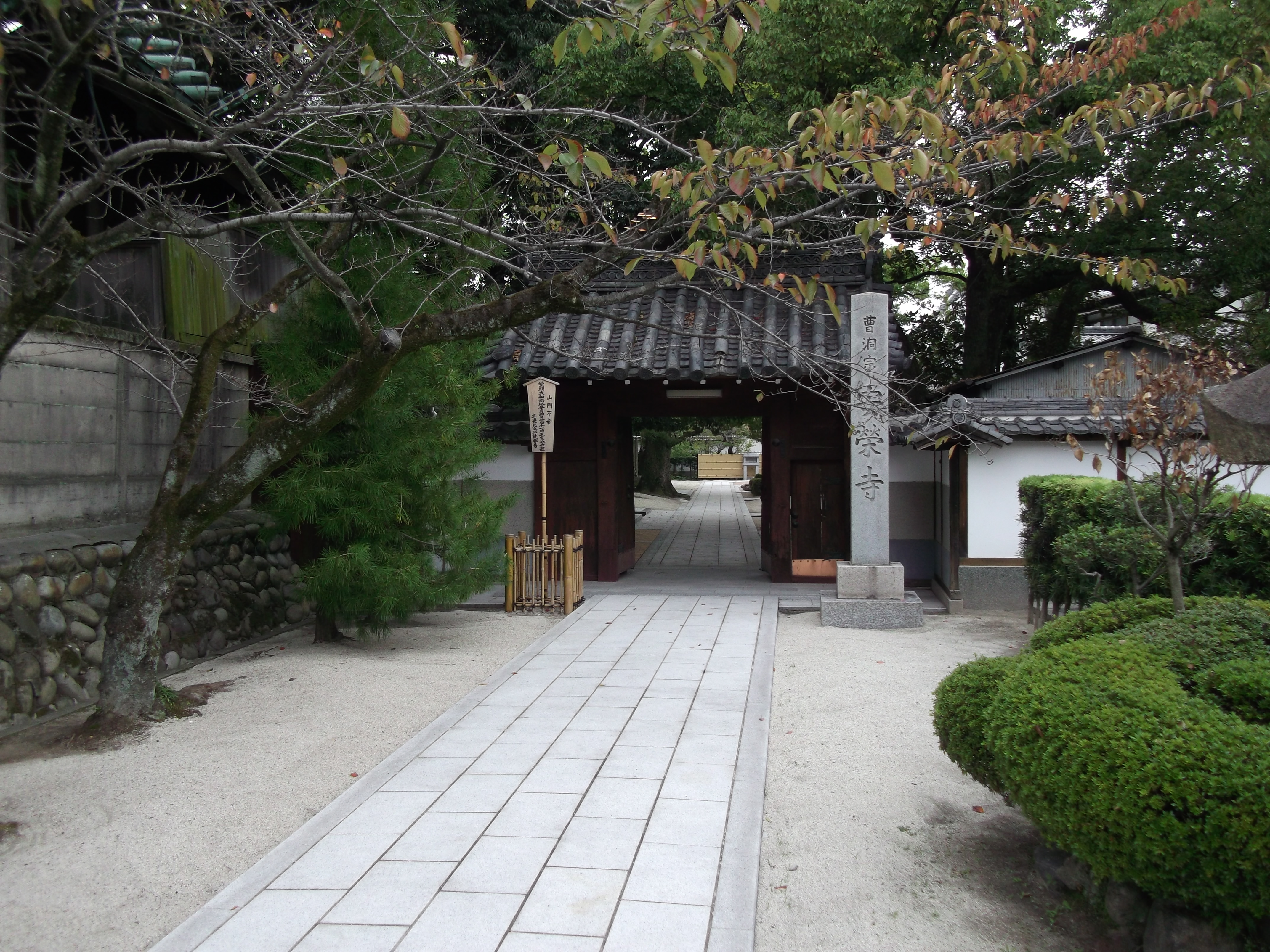
安栄寺

7. 1 2  北区役所教育課 1964, p. 58.
8. 1 2  西春日井郡 1923, p. 642.
9. ↑  北区役所教育課 1964, p. 64.
10. ↑  西春日井郡 1923, p. 645.
11. ↑  北区役所教育課 1964, pp. 65–66.
12. ↑  北区制50周年記念事業実行委員会 1994, p. 549.